# 黑背鼠李
黑背鼠李（学名：Rhamnus nigricans）为鼠李科鼠李属下的一个种。